# Glossari
Un glossari és una llista de mots utilitzats en una obra literària, amb les definicions corresponents. Normalment, un glossari sol contenir els mots que són rars, arcaics, o molt especialitzats. També s'anomena glossari a una col·lecció de glosses o explicacions dels mots i passatges obscurs o difícils d'un autor o d'una obra. Així mateix, hom edita glossaris sobre temàtiques concretes; glossaris mèdics, escacs, botànica, grafs, accions farmacològiques, nàutica, filosofia, etc.